# 천체 우주 센터
천체 우주 센터(영어: Astro Space Center)의 공식 명칭은 PN 레베데프 물리학 연구소 산하 천체 우주 센터(영어: Astro Space Center of PN Lebedev Physics Institute), ASC LPI, 러시아어: Астрокосмический центр Физического института Академии Наук)이며, 러시아 과학 아카데미의 관할을 받는다. 일반적으로 우주 센터의 임무는 우주론을 포함한 천체물리학에 초점을 맞추고 있다. 이 과학 분야에서 기초 연구를 수행하는 데 중점을 두고 있다. 이 연구는 천체와 성간, 행성간 공간의 구성과 구조를 탐구하는 것으로 이것들이 어떻게 진화해왔는지도 연구한다.

## 같이 보기
- 러시아 과학 아카데미
- 레베데프 물리학 연구소